# Hysterocarpus traskii
Genre
Espèce
Statut de conservation UICN

 LC  : Préoccupation mineure
Hysterocarpus traskii est une espèce de poissons téléostéens, la seule espèce du genre Hysterocarpus (monotypique).

## Sous-espèces
Selon FishBase (5 février 2016) :
- Hysterocarpus traskii pomo Hopkirk, 1974
- Hysterocarpus traskii traskii Gibbons, 1854